# Frontal d'altar de Sant Vicenç d'Espinelves
El Frontal d'altar de Sant Vicenç d'Espinelves és un bon exemple de pintura romànica sobre taula a Catalunya. És un frontal d'altar procedent de l'església de Sant Vicenç d'Espinelves, Osona, pintat vers l'any 1187. Es conserva a la col·lecció permanent del Museu Episcopal de Vic. També és conegut com el Frontal de la Mare de Déu i els sis profetes.

## Descripció
Aquest frontal fa 1,47 m d'ample per 0,88 m d'alt. Està pintat sobre fusta d'alba amb tremp d'ou i inclou decoració estucada que havia estat coberta amb colradura. La seva composició segueix un esquema típic en aquesta mena d'objectes, destinats a ornamentar la part frontal d'un altar: quatre compartiments delimitats per una màndorla central i una banda horitzontal que imita la pedreria i que produeix un efecte de relleu.
La taula està presidida per la figura de la Mare de Déu, asseguda en un setial, i l'Infant, a la falda, dintre d'una màndorla sostinguda per dos àngels. Als compartiments laterals superiors, a l'esquerre, hi ha per un costat l'escena de l'Adoració dels tres Reis Mags (Gaspar, Baltasar i Melcior) guiats pel gran estel de vuit puntes que apareix sobre de la màndorla, i a la dreta l'episodi de l'entrada de Jesús a la ciutat de Jerusalem. Als dos compartiments inferiors, organitzats cadascun amb tres arcuacions sostingudes per columnes, hi ha els sis profetes que van predir la vinguda del Messies, els quals porten un filacteri amb la inscripció del nom que els identifica: Isaïes, Jeremies, David, Ezequiel, Daniel i Zacaries. S'ha perdut la part inferior del frontal on es representaven les cames dels profetes i dos dels àngels que sostenien la màndorla. La combinació d'aquests temes i altres trets com l'ús del fons de color vermell (com en els frontals d'Avià o el de Mosoll), ha permès proposar que tota la iconografia del frontal d'Espinelves gira a l'entorn del tema de l'Encarnació de Jesucrist per mitjà de la Mare de Déu.

## Procedència
El frontal procedeix de l'església romànica de Sant Vicenç d'Espinelves que està situada dins el terme municipal d'Espinelves, a la comarca d'Osona. Ja el 943 apareix citada l'església en una acta de compravenda d'una peça de terra. El 21 de febrer de 1186 i, després d'una reforma arquitectònica, es consagrà el temple per part del bisbe de Vic Ramon Gaufred. Aquesta reforma arquitectònica implicà aixecar una nova nau i un nou absis, afegits a la nau principal de segle xi que ja existia. És probable que el frontal d'altar de Sant Vicenç d'Espinelves fos realitzat per a ornamentar aquest nou altar. Això, sumat al fet que l'església d'Espinelves va ser regida per un canonge de Vic fins al segle xiii, ha permès suposar que el frontal fou produït a Vic, seu del bisbat al qual pertany Espinelves.
El frontal va ser adquirit per Jaume Collell, Antoni d'Espona, Joaquim d'Abadal i Francesc Febrer i dipositat al Museu del Cercle Literari de Vic el 15 de juliol de 1880. Participà en l'Exposició Universal de Barcelona de l'any 1888 i, com la resta del fons d'art del Cercle Literari, formà part del fons inicial del Museu Episcopal de Vic inaugurat el 1891. L'any 1893 la peça en qüestió ja figura en el primer catàleg del Museu Episcopal de Vic i l'any 1902 es mostra a l'Exposició d'Art Antic de Barcelona.

## Atribució
El frontal d'Espinelves s'ha atribuït als anomenats Tallers de Vic i, més específicament, a una personalitat artística definida amb el nom de Mestre d'Espinelves, a la qual també se li atribueixen, per similitud estilística, les pintures murals de l'absidiola sud del transsepte de l'església de Santa Maria de Terrassa.

## Relacions amb el drama litúrgic
S'anomena drama litúrgic la representació dramatitzada, amb text i música, d'algun dels arguments de la litúrgia en les festes més assenyalades del calendari religiós, que es generalitzà a l'Europa occidental a grans trets a partir del segle xi. Les representacions, destinades tant a augmentar l'esplendor de la celebració com a facilitar la comprensió dels textos sagrats, eren dutes a terme pels mateixos eclesiàstics dins l'església en el marc dels diferents oficis. La importància que prengueren aquest tipus de representacions ha fet pensar que van poder quedar reflectides en la iconografia de l'època romànica. Així, s'ha pogut proposar que el programa iconogràfic del frontal d'Espinelves podria tenir una relació amb drames litúrgics com l'Ordo Stellae o l'Ordo Prophetarum. A la catedral de Vic, ambient de procedència del frontal, se sap que al segle xii se celebraven representacions semblants.